# Hill Reihs-Gromes
Hildegarde „Hill“ Reihs-Gromes, beim Film meist als Hilde Reihs-Gromes geführt (* 11. August 1910 in Krakau, Österreich-Ungarn; † 30. Oktober 1987 in Wien) war eine österreichische Kostümbildnerin bei Bühne und Film.

## Leben und Wirken
Über die frühen Jahre der gebürtigen Hildegarde Gromes ist nur wenig bekannt. Die gebürtige Krakauerin erhielt ihre künstlerische Ausbildung bei Bertold Löffler an der Akademie für angewandte Kunst in Wien. Ein weiterer Lehrer war Alfred Roller. Ihre ersten beruflichen Schritte unternahm sie als Assistentin von Alfred Kunz. Inmitten des Zweiten Weltkriegs (1942) stellte man sie an die Seite des erfahrenen Kollegen Albert Bei, um für die staatlich gelenkte Wien-Film die Kostüme zu zahlreichen Unterhaltungsfilmen, darunter mehrere aus der Hand Gustav Ucickys, zu entwerfen. Nach dem Krieg arbeitete Hilde Reihs-Gromes auch mit Beis Sohn Leo Bei zusammen. In dieser Zeit belieferte sie eskapistisch-süßliche Unterhaltung wie Das Herz einer Frau, Wien tanzt, Zwei Herzen und ein Thron, Der k.u.k. Feldmarschall, Skandal in Ischl, Im Prater blüh’n wieder die Bäume und Die Wirtin zur Goldenen Krone. Reihs-Gromes war aber auch 1955 an Alberto Cavalcantis Brecht-Verfilmung Herr Puntila und sein Knecht Matti beteiligt.
Mit Beginn der 1960er Jahre verlagerte die Designerin ihr Wirken vom Film mehr und mehr zur Bühne und zum Fernsehen. Für letztgenanntes Medium entwarf sie vor allem die Kostüme zu ambitionierten Literaturadaptionen bzw. Bühnenabfilmungen, darunter Die Möwe (nach Tschechow), Wetterleuchten (nach Strindberg), Die Zauberflöte (nach Mozart), Geisterkomödie (nach Coward), Der Kaufmann von Venedig (nach Shakespeare), Einen Jux will er sich machen (nach Nestroy) sowie Traumnovelle, Das weite Land und Komtesse Mizzi (alle drei nach Vorlagen Arthur Schnitzlers). Ihre letzte Fernsehproduktion wurde 1979 Der Wald nach einem Ostrowski-Stück.
Am Theater war Hilde Reihs-Gomes, die sich als Bühnenkünstlerin zumeist Hill Reihs-Gromes nannte, an den wichtigsten Wiener Spielstätten tätig: dem Burgtheater, dem Theater in der Josefstadt, der Volksoper Wien, dem Theater an der Wien, dem Akademietheater und der Wiener Staatsoper (dort u. a. Hoffmanns Erzählungen, La Traviata, Macbeth, Carmen, Kabale und Liebe). Auch an Opernproduktionen der Salzburger Festspiele war sie beteiligt. In dieser Zeit wirkte sie hin und wieder überdies als Ausstatterin. Gastspiele führten Hill Reihs-Gromes auch ins deutschsprachige Ausland (so zum Beispiel an Bühnen in München, Zürich, Hamburg, Stuttgart und Frankfurt am Main).
Gastspiele gab Hilde Reihs-Gromes ebenfalls mehrfach: 1967 gestaltete sie beispielsweise die Kostüme zu Horváths Geschichten aus dem Wiener Wald im Rahmen der Berliner Festspiele. 1973 kam sie an die Pariser Oper für eine Aufführung von Moses und Aron. Einer ihrer späten Kostümentwürfe lieferte die Kostümbildnerin für Peter Beauvais’ Berliner Inszenierung (ab 1978) von Mozarts Die Zauberflöte (Bühnenbild: Jan Schlubach), die dort noch bis 1987 lief. 1983 nahm Hill Reihs-Gromes mit Der Schwierige von Hugo von Hofmannsthal auch an den Bregenzer Festspielen teil.
Auch als Buchillustratorin hatte die Wahl-Wienerin gearbeitet, etwa bei dem 1957 erschienenen Werk „Gutes Benehmen gefragt. Ein zeitgemäßer Ratgeber für Sie und Ihn“ von Willy Elmayer. Im Herbst 2013 wurde der Kostümbildnerin in Wien-Hietzing unter dem Titel „Zwischen Puntila & Girardi – Die Kostümentwürfe von Hill Reihs-Gromes für die Wien-Film“ eine Ausstellung gewidmet. Hilde / Hill Reihs-Gromes war mit dem Wiener Maler und Architekten Otto Reihs (1909–1993) verheiratet. Die Künstlerin wurde als Hildegarde Reihs im Wiener Friedhof Baumgarten am 12. November 1987 bestattet, die Beerdigung ihres Gatten erfolgte am 6. Mai 1993.

## Filmografie
Kostüme für Kinofilme, wenn nicht anders angegeben:
- 1943: Die kluge Marianne
- 1943: Späte Liebe
- 1943: Schrammeln
- 1943/47: Am Ende der Welt
- 1944: Der gebieterische Ruf
- 1944: Das Herz muß schweigen
- 1944/47: Umwege zu Dir
- 1948: Der Engel mit der Posaune
- 1950: Frühling auf dem Eis
- 1950: Kind der Donau
- 1950: Erzherzog Johanns große Liebe
- 1951: Das Herz einer Frau
- 1951: Wien tanzt
- 1952: Verlorene Melodie
- 1953: Die Regimentstochter
- 1953: Komm in die Gondel (Eine Nacht in Venedig)
- 1954: Don Juan
- 1955: Zwei Herzen und ein Thron
- 1955: Die Wirtin zur Goldenen Krone
- 1955: Herr Puntila und sein Knecht Matti
- 1956: Bademeister Spargel
- 1956: Der k.u.k. Feldmarschall
- 1957: Skandal in Ischl
- 1958: Im Prater blüh’n wieder die Bäume
- 1958: Sebastian Kneipp – Ein großes Leben
- 1959: Das Nachtlokal zum Silbermond
- 1959: Mädchen für die Mambo-Bar
- 1959: Meine Tochter Patricia
- 1960: Frauen in Teufels Hand
- 1960: Am Galgen hängt die Liebe
- 1960: Das große Wunschkonzert
- 1961: Höllenangst (Fernsehfilm, auch Bauten)
- 1961: Schlagerrevue 1962
- 1962: Der Unschuldige (Fernsehfilm)
- 1963: Die Möwe (Fernsehfilm)
- 1964: Wetterleuchten (Fernsehfilm)
- 1964: Die Zauberflöte (Fernsehfilm)
- 1964: Geisterkomödie
- 1965: Der Kongreß amüsiert sich
- 1966: Ollapotrida (Fernsehfilm)
- 1967: Der Kaufmann von Venedig (Fernsehfilm)
- 1969: Traumnovelle (Fernsehfilm)
- 1969: Zeitvertreib (Fernsehfilm)
- 1969: Das weite Land (Fernsehfilm)
- 1970: Herzliches Beileid (Fernsehfilm)
- 1973: Reigen
- 1974: Einen Jux will er sich machen (Fernsehfilm)
- 1975: Komtesse Mizzi (Fernsehfilm)
- 1979: Der Wald (Fernsehfilm)